# My Resistance -タシカナモノ-/運命Girl
「My Resistance -タシカナモノ-/運命Girl」（マイ・レジスタンス -タシカナモノ-/うんめいガール）は、Kis-My-Ft2の6作目のシングル（両A面）。2013年2月13日にavex traxから発売された。

## 概要
CDシングルは、初回生産限定盤A、初回生産限定盤B、通常盤、キスマイSHOP盤、セブン&アイ限定盤の5形態で発売された。通常盤の初回プレス分には、ミニ写真集が全3種から1種ランダム封入されている。

### 封入特典
- 通常盤 - ミニ写真集（全3種類うち1種ランダム封入） ※初回限定のみ封入[4]
- キスマイSHOP盤 - キス・My箸、メッセージ入り アザージャケットカード［7枚セット］（1個）[4]

## チャート成績
自己最高となる初動売り上げ31万6313枚を記録し、2013年2月25日付オリコン週間シングルチャートで初登場1位を獲得 。同チャートでの1位獲得はデビュー曲「Everybody Go」から6作連続である。
また、売上枚数が約37.7万枚に達して、2013年度のオリコン年間シングルチャート年間16位を獲得した。

## 収録曲
楽曲の作者を除き、ジャニーズ事務所公式サイトにおける紹介ページをもとに記述。

### CD

#### 通常盤・初回生産限定盤A・キスマイSHOP盤
1. My Resistance -タシカナモノ-［4:56］
作詞：栗原暁（Jazzin'park）、作曲・編曲：久保田真悟，栗原暁（Jazzin'park）
  - 玉森裕太主演 テレビ朝日系金曜ナイトドラマ『信長のシェフ 第1シリーズ』主題歌
2. 運命Girl［4:11］
作詞：zopp、作曲：CHOKKAKU，E.ONE1&2、編曲：CHOKKAKU
  - Kis-My-Ft2出演 セブン&アイ「バレンタインフェア」CMソング
3. Forever with U［4:20］
作詞：山下和彰，SUNNY BOY、作曲：Cube Juice，山下和彰、編曲：SUNNY BOY
通常盤のみ収録。

#### 初回生産限定盤B・セブン&アイ限定盤
1. 運命Girl
2. My Resistance -タシカナモノ-

### DVD

#### 初回生産限定盤A
1. My Resistance -タシカナモノ- (MUSIC VIDEO)
2. My Resistance -タシカナモノ- (MUSIC VIDEO Making Movie)

#### 初回生産限定盤B
1. 運命Girl (MUSIC VIDEO)
2. 運命Girl (MUSIC VIDEO Making Movie)

#### セブン&アイ限定盤
1. セブン&アイ「バレンタインフェア」CM映像
2. セブン&アイ「バレンタインフェア」CM映像 メイキング映像
3. バレンタインデー・スペシャル映像（各メンバーが自ら考えたシチュエーションでの"バレンタインデー"）

## 収録作品
| 楽曲タイトル                 | 収録                 | 収録                                                         |
| ---------------------------- | -------------------- | ------------------------------------------------------------ |
| My Resistance -タシカナモノ- | CDシングル           | 『My Resistance -タシカナモノ-/運命Girl』                    |
| My Resistance -タシカナモノ- | ミュージック・ビデオ | 『My Resistance -タシカナモノ-/運命Girl』〈初回生産限定盤A〉 |
| My Resistance -タシカナモノ- | CDアルバム           | 『Goodいくぜ!』                                              |
| My Resistance -タシカナモノ- | ライブ映像           | 『SNOW DOMEの約束 IN TOKYO DOME 2013.11.16』                 |
| My Resistance -タシカナモノ- | CDアルバム           | 『HIT! HIT! HIT!』                                           |
| My Resistance -タシカナモノ- | ミュージック・ビデオ | 『HIT! HIT! HIT!』〈初回生産限定盤〉・〈通常盤A〉            |
| My Resistance -タシカナモノ- | ライブ映像           | 『HIT! HIT! HIT!』〈初回生産限定盤〉                         |
| My Resistance -タシカナモノ- | ライブ映像           | 『2014Concert Tour『Kis-My-Journey』』                       |
| My Resistance -タシカナモノ- | ライブ音源           | 『KIS-MY-WORLD』〈初回生産限定盤A〉                          |
| My Resistance -タシカナモノ- | CDアルバム           | 『I SCREAM』〈通常盤〉                                       |
| My Resistance -タシカナモノ- | CDアルバム           | 『BEST of Kis-My-Ft2』                                       |
| My Resistance -タシカナモノ- | ミュージック・ビデオ | 『BEST of Kis-My-Ft2』〈初回盤A〉                            |
| My Resistance -タシカナモノ- | ライブ映像           | 『LIVE TOUR 2021 HOME』                                      |
| 運命Girl                     | CDシングル           | 『My Resistance -タシカナモノ-/運命Girl』                    |
| 運命Girl                     | ミュージック・ビデオ | 『My Resistance -タシカナモノ-/運命Girl』〈初回生産限定盤B〉 |
| 運命Girl                     | CDアルバム           | 『Goodいくぜ!』                                              |
| 運命Girl                     | ライブ映像           | 『SNOW DOMEの約束 IN TOKYO DOME 2013.11.16』                 |
| 運命Girl                     | CDアルバム           | 『HIT! HIT! HIT!』                                           |
| 運命Girl                     | ミュージック・ビデオ | 『HIT! HIT! HIT!』〈初回生産限定盤〉・〈通常盤A〉            |
| 運命Girl                     | ライブ映像           | 『HIT! HIT! HIT!』〈初回生産限定盤〉                         |
| 運命Girl                     | ライブ映像           | 『2014Concert Tour『Kis-My-Journey』』                       |
| 運命Girl                     | ライブ音源           | 『KIS-MY-WORLD』〈初回生産限定盤A〉                          |
| 運命Girl                     | CDアルバム           | 『KIS-MY-WORLD』〈初回生産限定盤B〉                          |
| 運命Girl                     | ライブ映像           | 『2015 CONCERT TOUR 『KIS-MY-WORLD』』                       |
| 運命Girl                     | CDアルバム           | 『I SCREAM』〈通常盤〉                                       |
| 運命Girl                     | ライブ映像           | 『LIVE TOUR 2017 MUSIC COLOSSEUM』                           |
| 運命Girl                     | CDアルバム           | 『BEST of Kis-My-Ft2』                                       |
| 運命Girl                     | ミュージック・ビデオ | 『BEST of Kis-My-Ft2』〈初回盤A〉                            |
| 運命Girl                     | ライブ映像           | 『Kis-My-Ft2 Dome Tour 2024 Synopsis』                       |
| Forever with U               | CDシングル           | 『My Resistance -タシカナモノ-/運命Girl』〈通常盤〉          |